# Dubnová ústava (1873)
Dubnová ústava je pojmenování pro zákon ze dne 2. dubna 1873 č. 40/1873 ř. z., jímž byla novelizována Prosincová ústava. Novela především zavedla přímé volby do poslanecké sněmovny Říšské rady, takže poslanci již nebyli voleni zemskými sněmy. Tímto se snížil význam zemských sněmů a zároveň se vyřešil problém pasivní rezistence těch sněmů, které kvůli převaze autonomistů odmítaly vyslat do Říšské rady své poslance.
V souvislosti s touto změnou došlo také ke zvýšení počtu poslanců z 203 na 353 (92 poslanců z Čech, 36 z Moravy, 10 ze Slezska) a k zavedení čtvrté volební kurie obchodních a živnostenských komor.
Detailnější volební pravidla pak stanovoval návazný zákon ze dne 2. dubna 1873 č. 41/1873 ř. z., jímž byl vyhlášen volební řád.
Na základě těchto ústavních změn pak proběhly první přímé volby do Říšské rady roku 1873.